# Uhvati ritam
Uhvati ritam osmi je studijski album Parnog valjka.
Album je objavljen u izdanju bivšeg Jugotona 1984. Sadrži mnoge hitove: "Samo ona zna", "Ostani s njim", "Pusti nek' traje", "Uhvati ritam". Album počinje instrumentalom "Na početku..." koji je poput uvoda u pjesmu "Samo ona zna". Autor pjesama je Hus, osim "Ponovo sam" - Rastko Milošev. Na pjesmi "Ponovo sam" vokal je njezin autor, Rastko Milošev. 
Ukupno trajanje albuma: 33:22 min. - ovo je najkraći album Parnog valjka.

## Popis pjesama
1. Na početku... (0:40)
2. Samo ona zna (4:06)
3. Ostani s njim (4:18)
4. Direktan put za nebo (3:41)
5. Pusti nek' traje (3:53)
6. Uhvati ritam (4:08)
7. Što si našla u njemu (1:58)
8. Ponovo sam (4:14)
9. Bolja vremena (4:30)
10. ...i na kraju (1:49)

## Izvođači
- vokali - Aki Rahimovski
- gitare, vokali - Husein Hasanefendić - Hus
- gitare, vokali, "tram-tram", Glockenspiel - Rastko Milošev - Ras
- bas - Srećko Kukurić
- bubnjevi, vokali - Paolo Sfeci

## Vanjske poveznice
- Album na službenoj stranici sastava
- Album na stranici discogs.com